# David Neres
David Neres Campos (São Paulo, Brazília, 1997. március 3. –) brazil válogatott labdarúgó, a Napoli játékosa.

## Pályafutása

### São Paulo
Neres 2007 szeptemberében csatlakozott a São Paulo ifi csapatához. 2016 februárjában vállöv sérülést szenvedett és több hónapra kiszorult a keretből.
2016 Augusztusában felkerült a felnőtt csapatba Ricardo Gomes által. 2016. október 17.-én debütált a Série A-ban a Fluminense elleni 2-1-re megnyert idegenbeli mérkőzésen, ahol a második félidőben lépett pályára.

Első gólját 2016. október 22.-én szerezte a Ponte Preta elleni mérkőzésen, ahol 2-0-ra nyertek hazai pályán. Negyven nappal később megszerezte második gólját a 4-0-ra megnyert, városi rivális elleni mérkőzésen.

### Ajax
2017. január 30.-án igazolt az Ajaxhoz, akik 12 millió eurót fizettek érte. A 7-es mezszámot kapta meg.

### Sahtar Doneck
2022. január 14-én 12+ 4 millió euróért szerződtette az ukrán Sahtar Doneck csapata.

### Benfica
2022. június 20-án 2027 nyaráig írt alá a portugál Benfica csapatához, amely 15 millió euróért szerződtette.

### Napoli
2024. augusztus 21-én az olasz élvonalbeli Napoli szerzödtette.

## Statisztikák
| Klub             | Szezon           | Bajnokság        | Bajnokság | Bajnokság | Kupa  | Kupa  | Ligakupa | Ligakupa | Egyéb | Egyéb | Összesen | Összesen |
| Klub             | Szezon           | Bajnokság        | Meccs     | Gólok     | Meccs | Gólok | Meccs    | Gólok    | Meccs | Gólok | Meccs    | Gólok    |
| ---------------- | ---------------- | ---------------- | --------- | --------- | ----- | ----- | -------- | -------- | ----- | ----- | -------- | -------- |
| São Paulo        | 2016             | Série A          | 8         | 3         | 0     | 0     | 0        | 0        | 3     | 0     | 11       | 3        |
| Jong Ajax        | 2016–17          | Eerste Divisie   | 4         | 2         | —     | —     | —        | —        | —     | —     | 4        | 2        |
| Ajax             | 2016–17          | Eredivisie       | 8         | 3         | 0     | 0     | 3        | 0        | 0     | 0     | 11       | 3        |
| Ajax             | 2017–18          | Eredivisie       | 32        | 14        | 1     | 0     | 3        | 0        | 0     | 0     | 36       | 14       |
| Ajax             | 2018-19          | Eredivisie       | 29        | 8         | 6     | 1     | 15       | 3        | 0     | 0     | 50       | 12       |
| Ajax             | Összesen         | Összesen         | 69        | 25        | 7     | 1     | 21       | 3        | 0     | 0     | 97       | 29       |
| Karrier összesen | Karrier összesen | Karrier összesen | 81        | 30        | 7     | 1     | 21       | 3        | 3     | 0     | 112      | 34       |

## Sikerei, díjai
- São Paulo
  - U20-as Copa Libertadores: 2016

- Ajax
  - Holland bajnok: 2018–19, 2020–21, 2021–22
  - Holland kupa: 2018–19, 2020–21
  - Holland szuperkupa: 2019
  - Európa-liga: döntős 2016–17

### Válogatott
- Brazília
  - Copa América: 2019

## Fordítás
Ez a szócikk részben vagy egészben  a   David Neres című angol Wikipédia-szócikk fordításán alapul.  Az eredeti cikk szerkesztőit annak laptörténete sorolja fel. Ez a jelzés csupán a megfogalmazás eredetét és a szerzői jogokat jelzi, nem szolgál a cikkben szereplő információk forrásmegjelöléseként.